# Конні Стівенс
Кончетта Розалі Енн Інголья (англ. Concetta Rosalie Ann Ingoglia), відома як Конні Стівенс (англ. Connie Stevens; нар. 8 серпня 1938, Нью-Йорк, Нью-Йорк, США) — американська акторка, співачка, монтажерка, сценаристка, операторка-постановниця, кінорежисерка, кінопродюсерка, письменниця та підприємиця. Удостоєна зірки на Голлівудській алеї слави. 

## Біографія
Народилася в Брукліні в сім'ї музиканта Пітера Інголья (відомого під псевдонімом Тедді Стівенс) і співачки Елеонори Макгінлі. Після розлучення батьків вона жила з бабусею і дідусем, а потім в католицькій школі-інтернаті, де здобула освіту. У 12 років Кончетта стала свідком вбивства в Брукліні, після чого була відправлена в штат Міссурі, де її розмістили у друзів сім'ї.
В юності Кончетта, будучи родом з музичної сім'ї, вирішила пов'язати свою кар'єру з музикою. Вона взяла псевдонім Конні Стівенс, використавши при цьому сценічне прізвище батька. Спочатку була вокалісткою у створеному нею музичному колективі «The Foremost». У 1954 році вона разом з батьком переїхала в Лос-Анджелес, де через рік вступила до складу музичного гурту «The Three Debs». Водночас вона навчалася у Школі пісні й танцю Джорджії Массейс, де, крім професійної музичної освіти, отримала навички акторської кар'єри, виступаючи в місцевому театрі.
У 1957 році Конні Стівенс дебютувала в кіно. Рік потому з'явилася в одній з головних ролей у фільмі Джеррі Льюїса «Rock-A-Bye Baby», а незабаром після цього студія «Warner Bros.» запропонувала їй контракт. Найбільшого успіху їй принесли її ролі на телебаченні, особливо участь у детективному серіалі «Гавайське око», де вона знімалася з 1959 по 1962 рік. Персонажка співачки Крикет Блек у виконанні Стівенс стала настільки успішною, що одним з її прихильників став Елвіс Преслі. Співак особисто зателефонував їй і запросив на вечірку, після якої між ними зав'язалася дружба, що тривала до смерті Преслі. Крім цього, успішною стала роль у ситкомі Джорджа Бернса «Венді і я» в середині 1960-х.
Весь цей час Конні Стівенс продовжувала розвивати музичну кар'єру. Багато її пісень, які вона часто виконувала у фільмах, де знімалася, ставали хітами й займали високі позиції в рейтингах Billboard. Серед них: «Blame It On My Youth», «Looking For A Boy», «Spring Is Here», «Kookie, Kookie, Lend Me Your Comb», «Sixteen Reasons» і «Too Young to Go Steady».
Крім кар'єри в шоубізнесі, Стівенс займається благодійністю, організувавши проєкт з надання стипендій американським індіанцям і беручи участь у діяльності організацій по боротьбі з раком. 
Конні Стівенс є розробницею власної лінії косметики по догляду за шкірою «Forever Spring», а в середині 1990-х відкрила СПА-салон в Лос-Анджелесі.
З 2005 року Стівенс обіймає посаду секретарки-скарбниці в Гільдії кіноакторів США. Бувши прихильницею республіканців, вона протягом багатьох років надає фінансову підтримку Республіканській партії США та її комітету у Конгресі.
Акторка була одружена двічі. Її першим чоловіком був актор Джеймс Стейсі, після розлучення з яким вона одружилася зі співаком Едді Фішером і народила двох дочок.
Її внесок у телебачення відзначений зіркою на Голлівудській алеї слави. У фільмі Квентіна Тарантіно «Одного разу в… Голлівуді» її зіграла Дріма Вокер.

## Вибрана фільмографія
| Рік       |   | Українська назва       | Оригінальна назва       | Роль                           |
| --------- | - | ---------------------- | ----------------------- | ------------------------------ |
| 1977      | с | Маппет-шоу             | The Muppet Show         | сама себе                      |
| 1980      | с | Крупинки               | Scruples                | Меґґі МакҐреґор                |
| 1985—1990 | с | Вона написала вбивство | Murder, She Wrote       | Мардж Гейлі / Синтія Армстронг |
| 1986      | с | Казки з темного боку   | Tales from the Darkside | Керолайн Брайт                 |
| 1988      | ф | Котушка                | Tapeheads               | Джун Таґер                     |
| 1996      | с | Рятувальники Малібу    | Baywatch                | Шеллі Сендс                    |